# Ягодне (Верхньокетський район)
Я́годне (рос. Ягодное) — селище у складі Верхньокетського району Томської області, Росія. Адміністративний центр Ягоднинського сільського поселення.

## Населення
Населення — 760 осіб (2010; 781 у 2002).
Національний склад (станом на 2002 рік):
- росіяни — 90 %